# Johann Eberhard Rau
Johann Eberhard Rau (Pseudonym Ian. Verrius Bassanensis) (* 16. Juli 1695 in Allenbach bei Hilchenbach; † 24. Mai 1770 in Herborn) war ein deutscher evangelischer Theologe und Hochschullehrer.

## Leben

### Familie
Johann Eberhard Rau war verheiratet; von seinen Kindern sind namentlich bekannt:
- Sebald Rau, orientalischer Philologe und reformierter Theologe; dessen Sohn Sebald Fulco Johannes Rau wurde später ein niederländischer Dichter, Orientalist und reformierter Theologe;
- Kunigunde Rau († 29. April 1789 in Herborn), verheiratet mit Johann Hermann (1729–1780), Sohn des Rektors der Hohen Schule Ernst Alexander Otto Cornelius Pagenstecher, Pfarrer in Bergebersbach, Freudenberg und Haiger.[1]

### Ausbildung
Seine Mutter ließ ihn im Alter von zehn Jahren zunächst die Lateinschule (heute: Gymnasium Am Löhrtor) in Siegen besuchen, die damals vom Rektor Johann Georg Bellersheim  (1680–1738) geführt wurde. Nach deren Abschluss ging er 1713 an die Hohe Schule Herborn; seine dortigen Lehrer waren unter anderem Johann von Hamm (1682–1759), der Philosophie und orientalische Sprachen unterrichtete, sowie Johann Matthias Florin, der Rhetorik und Geschichte lehrte. Anschließend begann er ein Philosophie- und Theologiestudium an der Universität Marburg und hörte die Vorlesungen von Johann Hermann Schmincke, Professor der Geschichte und Beredsamkeit. Um die orientalischen Sprachen besser erlernen zu können, nahm er Privatunterricht bei Johann Joachim Schröder, bei dem er auch Kirchengeschichte hörte. Weiter hörte er Vorlesungen zu den jüdischen Altertümern bei Johann Heinrich Hottinger dem Jüngeren, Cartesianische Philosophie bei Georg Otho, Theologie-Vorlesungen bei Bernhard Duising (1673–1735) und Johann Siegmund Kirchmayer, sowie die Anfänge der Arithmetik bei Christian Wolff. Dazu nahm er noch drei Jahre lang Unterricht bei den von der Universität Marburg angestellten Rabbinern in Rabbinismus und im Talmud. Weiterhin lernte er noch Französisch und Italienisch.
Am 11. Juni 1717 beendete er das Studium mit seiner Dissertation de precibus Hebraeorum und kehrte nach Herborn zurück, um noch einige theologische Vorlesungen bei Abraham Pungeler, Johann Sebald Hamel und Johann Heinrich Schramm zu hören.

### Werdegang
1721 erfolgte seine Berufung zum Professor der Theologie sowie der griechischen und hebräischen Sprache an der Hohen Schule Herborn; während seiner Eröffnungsrede war Fürst Wilhelm II. mit seinem gesamten Hofstaat anwesend.
1731 wurde er zum ordentlichen dritten und 1754 zum ordentlichen ersten Professor der Theologie ernannt. In den Jahren 1730 und 1731 war er Rektor der Hohen Schule und 1753 und 1754 Prorektor (den Titel Rektor führte seit 1748 der Prinz von Oranien Wilhelm IV., der zugleich Fürst von Nassau-Dillenburg war).
1746 erhielt er einen Ruf an die Universität Frankfurt an der Oder, jedoch konnte ihn die Regierung in Herborn durch eine Erhöhung der Besoldung und durch die Ernennung zum Oberkonsistorialrat des Fürstentums Nassau-Dillenburg an der Hohen Schule halten.
Zu seinen Studenten gehörte unter anderem Johann Friedrich Fuchs (1739–1823).

### Schriftstellerisches Wirken
Johann Eberhard Rau betätigte sich schriftstellerisch auf dem Gebiet der Philosophie und der hebräischen Altertümer, unter anderem beschäftigte er sich in seinem Werk Theses philos. controversae in principia Ren. Cartesii mit der Philosophie von René Descartes. Unter seinem Pseudonym Ian. Verrius Bassanensis veröffentlichte er Examen iuris canon. et praxis fori eccles. protestantium in causis raptus et affinibus.
In seiner Abhandlung Monumenta vetustatis Germanicae ut puta de Ara Ubiorum in C. C. Tacitii Annalium libri duo tum de Tumulo honorario Caii et Lucii Cæsarum in confinio Ubiorum ac Treverorum liber singularis cum figuris aeri incisis beschreibt er 1738 die römische Siedlung Icorigium und machte den Vorschlag, Ara Ubiorum auf die rechte Rheinseite zu verlegen, widerrief dies jedoch später wieder.
Seine bedeutendste und umfangreichste Schrift ist die 1743 publizierte Hadriani Relandi antiq. sacrae veterum Hebraeorum notas et animadversiones adi. J. E. Rovius.
1746 veröffentlichte er Widerlegung des Glaubensbekenntnisses J. C. Edelmann's, eines leichtsinnigen Freidenkers und Religionsspötters um die Thesen von Johann Christian Edelmann zu widerlegen.

## Mitgliedschaften
- 1729 wurde Johann Eberhard Rau zum Ehrenmitglied der königlichen Akademie der Wissenschaften Berlin gewählt.

## Schriften (Auswahl)
- De precibus Hebraeorum. 1717.
- Theses philos. controversae in principia Ren. Cartesii. Herborn 1726.
- Diatribe de Synagoga Magna, in qua Iudaeorum de Senatu quodam Hierosolymitano, post solutam Captivitatem Babylonicam ab Ezra conscripto traditio examinatur. Utrecht 1726.
- Disp. physica de corpore infinite non dividuo. Herborn 1729.
- Diss. … de libamine facto in s. mensa. Herborn 1732.
- Examen iuris canon. et praxis fori eccles. protestantium in causis raptus et affinibus. Utrecht 1738.
- Monumenta vetustatis Germanicae ut puta de Ara Ubiorum in C. C. Tacitii Annalium libri duo tum de Tumulo honorario Caii et Lucii Cæsarum in confinio Ubiorum ac Treverorum liber singularis cum figuris aeri incisis. Utrecht 1738.
- Hadriani Relandi antiq. sacrae veterum Hebraeorum - notas et animadversiones adi. J. E. Rovius. Herborn 1743.
- Widerlegung des Glaubensbekenntnisses Johann Christian Edelmann's, eines leichtsinnigen Freidenkers und Religionsspötters. Frankfurt und Leipzig 1746.
- Exercitatio academica pro nube super arcam foederis, opposita M. C. G. Thalemanno Lips. Herborn 1757.
- Dissertationes sacrae antiquariae. Utrecht 1760.